# Новогодишња ноћ
Новогодишња ноћ је последњи дан у години, 31. децембра, и ноћ уочи Нове године. Новогодишња ноћ обележава се прославама дочека Нове године код већине хришћана али и у већем делу света који је прихватио грегоријански календар као државни.

## Дочек Нове године у Србији
Дочек Нове године по грегоријанском календару у Србији одржава се у свим градовима , обично уз ватромет. Обичај је да се слави заједно са породицом или пријатељима код куће или изван куће на јавним местима. Бројни ресторани, кафане и хотели организују прославе с храном и музиком.
На главним трговима бројних градова постоје организовани дочеци Нове године уз наступе музичких бендова.
Највеће славље у Београду одвија се испред Дома Народне скупштине Републике Србије. Окупе се људи из свих делова града али и остатка Србије и иностранства посебно из земаља региона и уз велику позорницу , где обично наступ имају познати музичари, прославе дочек Нове године. Највећи ватромети у српској престоници такође су по правилу код зграде Дома народне Скупштине Републике Србије или на Мосту на Ади уз специјална осветљења моста.
Велико славље се такође одвија и у Новом Саду, где се највећи ватромет пали тачно у поноћ на Тргу слободе са барокног торња Градске куће. Дочек Нове године организује се и у другим српским градовима: Нишу, Крагујевцу i Суботици а такође и у планинским туристичким центрима , посебно на Златибору и Копаонику.